# العلاقات الطاجيكستانية الغانية
العلاقات الطاجيكستانية الغانية هي العلاقات الثنائية التي تجمع بين طاجيكستان وغانا.

## مقارنة بين البلدين
هذه مقارنة عامة ومرجعية للدولتين:
| وجه المقارنة                                              | طاجيكستان                          | غانا         |
| --------------------------------------------------------- | ---------------------------------- | ------------ |
| المساحة (كم2)                                             | 143.10 ألف                         | 238.53 ألف   |
| عدد السكان (نسمة)                                         | 8.92 مليون                         | 26.91 مليون  |
| الكثافة السكانية (ن./كم²)                                 | 62.33                              | 112.82       |
| العاصمة                                                   | دوشنبه                             | أكرا         |
| اللغة الرسمية                                             | اللغة الطاجيكية                    | لغة إنجليزية |
| العملة                                                    | ساماني طاجيكي، الروبل الطاجيكستاني | سيدي غاني    |
| الناتج المحلي الإجمالي (بليون دولار)                      | 7.15 مليار                         | 47.33 مليار  |
| الناتج المحلي الإجمالي (تعادل القوة الشرائية) بليون دولار | 24.03 مليار                        | 115.41 مليار |
| الناتج المحلي الإجمالي الاسمي للفرد دولار أمريكي          | 925                                | 1.37 ألف     |
| الناتج المحلي الإجمالي للفرد دولار أمريكي                 | 2.69 ألف                           | 4.08 ألف     |
| مؤشر التنمية البشرية                                      | 0.624                              | 0.579        |
| رمز المكالمات الدولي                                      | +992                               | +233         |
| رمز الإنترنت                                              | .tj                                | .gh          |
| المنطقة الزمنية                                           | ت ع م+05:00                        | 00           |

## منظمات دولية مشتركة
يشترك البلدان في عضوية مجموعة من المنظمات الدولية، منها:
| علم المنظمة | اسم المنظمة                        | تاريخ انضمام طاجيكستان | تاريخ انضمام غانا |
| ----------- | ---------------------------------- | ---------------------- | ----------------- |
|             | مؤسسة التنمية الدولية              | 4 يونيو 1993           | 29 ديسمبر 1960    |
|             | مؤسسة التمويل الدولية              | 2 ديسمبر 1994          | 3 أبريل 1958      |
|             | منظمة حظر الأسلحة الكيميائية       | ?                      | ?                 |
|             | الأمم المتحدة                      | 2 مارس 1992            | 8 مارس 1957       |
|             | الاتحاد الدولي للاتصالات           | 28 أبريل 1994          | 17 مايو 1957      |
|             | منظمة الشرطة الجنائية الدولية      | ?                      | ?                 |
|             | البنك الدولي للإنشاء والتعمير      | 4 يونيو 1993           | 20 سبتمبر 1957    |
|             | الاتحاد البريدي العالمي            | ?                      | ?                 |
|             | وكالة ضمان الاستثمار متعدد الأطراف | 9 ديسمبر 2002          | 29 أبريل 1988     |
|             | يونسكو                             | 6 أبريل 1993           | 11 أبريل 1958     |
|             | الفريق المعني برصد الأرض           | ?                      | ?                 |

## وصلات خارجية
- موقع وزارة الخارجية الغانية